# Ґулістон (Фархорський район)
Ґулісто́н (тадж. Гулистон) — село у складі Хатлонської області Таджикистану. Входить до складу Дехконаріцького джамоату Фархорського району.
Назва означає квітковий край. Колишня назва — Победа.
Населення — 2248 осіб (2010; 2496 в 2009).